# Главен кораб
Главен кораб (съд) на проекта е първият от серия (тип или клас) кораб, всички единици на която се строят по еднакъв общ проект.
Даденият термин практически винаги се отнася към военните кораби и големите граждански съдове. Големите съдове имат сложно вътрешно устройство, и за тяхното построяване може да са необходими от пет до десет години. Всички изменения или усъвършенствания, появяващи се на тях за времето на строеж на кораба, могат да станат част от проекта; по тази причина съществуват малко напълно идентични кораби.
В морския строй под главен съд или главен кораб традиционно се разбира корабът плаващ пред ескадрата. Като правило това е флагманския съд, водещ отряда, който при такова разположение има възможност да следва своя флагман, без да чака от него сигнали за курса. В ескадрения бой главния кораб се подлага обичайно на най-силния огън на противника, тъй като изваждането му от строя нарушава управлението на ескадрата; затова, още през XIX век, редица военни стратези изказват мнение, че флагманът трябва да се намира средата на колоната от кораби или извън нея като отделен кораб. Но, удобството при управление от главен кораб има толкова голямо значение в морския бой, че малко се отказват от такова построение дотогава, докато минното дело не достига съвременното си ниво, а развитието на средствата за свръзка, на свой ред, правят местонахождението на флагмана несъществено.